# Курилис (Іргізький район)
Курили́с (каз. Құрылыс) — село у складі Іргізького району Актюбінської області Казахстану. Адміністративний центр Кизилжарського сільського округу.
Населення — 888 осіб (2021; 1024 у 2009, 1281 у 1999, 1557 у 1989).